# Gibárt
Gibárt is een plaats (község) en gemeente in het Hongaarse comitaat Borsod-Abaúj-Zemplén. Gibárt telt 378 inwoners (2001).